# همزن استاتیک

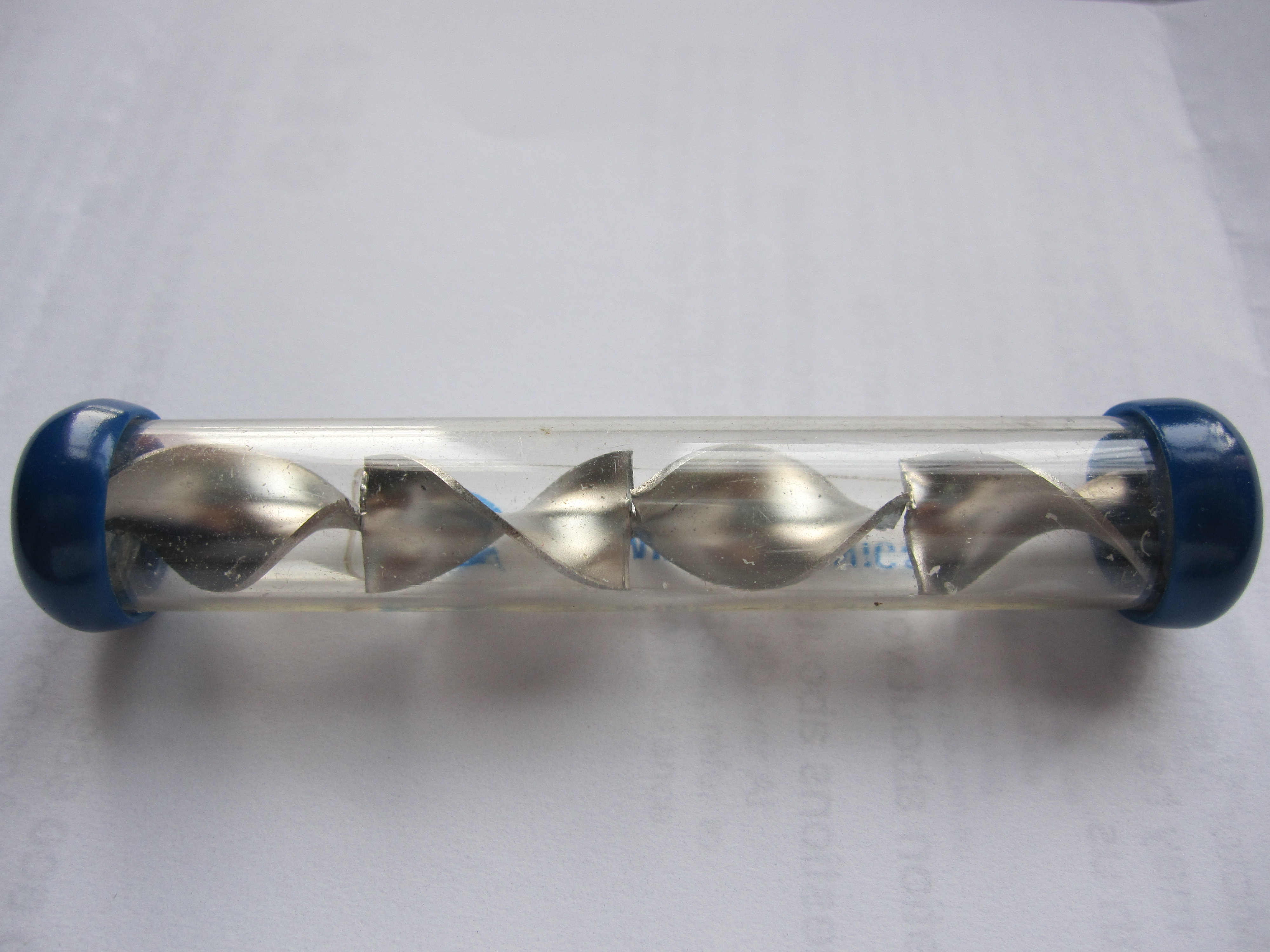
نمونه‌ای از یک همزن استاتیک با یک لوله شیشه ای.

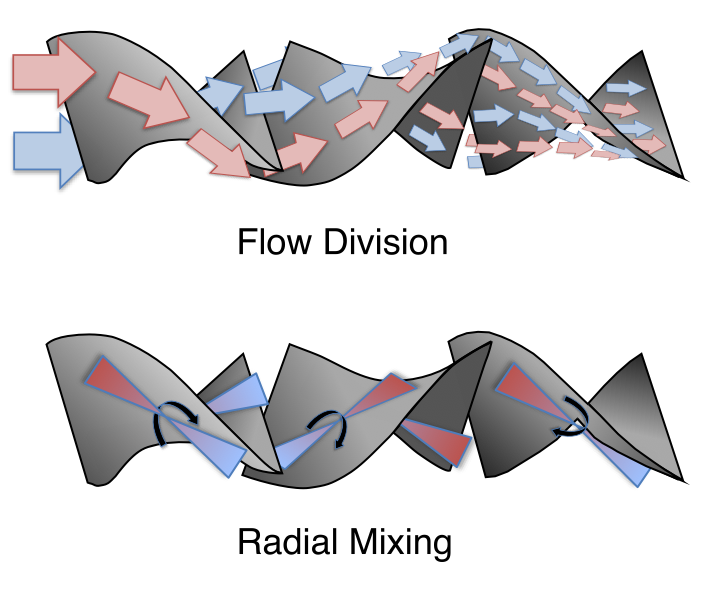
در این شکل مکانیسم عمل یک همزن استاتیک دیده می‌شود.

همزن استاتیک(به انگلیسی: Static mixer) ابزاری به منظور همزدن و مخلوط کردن مواد سیال است.از این ابزار در ابعاد مختلف به منظور همزدن مایعات و گاز ها استفاده می‌شود.ساختار کلی این ابزار شامل یک لوله می‌باشد که داخل آن یک پره مارپیچی قرار دارد که با چرخش این پره سیالات ورودی مخلوط می‌شوند.معمولا این وسیله را از موادی چون:PVDF، فولاد ضدزنگ، پلی‌پروپیلن و تفلون می سازند.

## جستار‌های وابسته
- همزن مغناطیسی